# Брук Нейлор, Гильермо
Гильермо Брук Нейлор (исп. Guillermo Brooke-Naylor, 1884 — 1976) — аргентинский игрок в поло. На олимпиаде 1924 года в Париже завоевал золотую медаль в составе аргентинской команды по поло. Участвовал только в одном матче — против сборной Франции, не забил ни одного гола. Золотая медаль аргентинской команды по поло была единственной золотой медалью сборной Аргентины на этих Олимпийских играх.